# Cosalit
Cosalit (auch Bjelkit) ist ein eher selten vorkommendes Mineral aus der Mineralklasse der „Sulfide und Sulfosalze“. Es kristallisiert im orthorhombischen Kristallsystem mit der chemischen Zusammensetzung Pb2Bi2S5 und entwickelt meist radialstrahlige, faserige oder massige Aggregate, gelegentlich aber auch prismatische bis nadelige Kristalle von silberweißer oder bleigrauer Farbe und metallischem Glanz.

## Etymologie und Geschichte
Erstmals entdeckt wurde der Cosalit 1868 in einem Silber-Bergwerk bei Cosalá in Mexiko und beschrieben durch Friedrich August Genth, der das Mineral nach seiner Typlokalität benannte.

## Klassifikation
In der veralteten 8. Auflage der Mineralsystematik nach Strunz gehörte der Cosalit zur Mineralklasse der „Sulfide und Sulfosalze“ und dort zur Abteilung „Komplexe Sulfide (Sulfosalze)“, wo er gemeinsam mit Cannizzarit, Galenobismutit, Giessenit, Kobellit, Lillianit, Ustarasit und Weibullit sowie im Anhang mit Auripigment, Dimorphin, Gerstleyit, Getchellit, Metastibnit, Patrónit und Realgar in der „Galenobismutit-Cosalit-Gruppe (Bleiwismutspießglanze)“ mit der Systemnummer II/D.08 steht.
In der zuletzt 2018 überarbeiteten Lapis-Systematik nach Stefan Weiß, die formal auf der alten Systematik von Karl Hugo Strunz in der 8. Auflage basiert, erhielt das Mineral die System- und Mineralnummer II/E.34-010. Dies entspricht der Klasse der „Sulfide und Sulfosalze“ und dort der Abteilung „Sulfosalze (S : As,Sb,Bi = x)“, wo Cosalit zusammen mit Cannizzarit, Felbertalit, Galenobismutit, Junoit, Litochlebit, Mozgovait, Nordströmit, Paděrait, Proudit, Watkinsonit, Weibullit und Wittit die „Galenobismutitreihe“ mit der Systemnummer II/E.34 bildet.
Die von der International Mineralogical Association (IMA) zuletzt 2009 aktualisierte 9. Auflage der Strunz’schen Mineralsystematik ordnet den Cosalit in die Klasse der „Sulfide und Sulfosalze (Sulfide, Selenide, Telluride, Arsenide, Antimonide, Bismutide, Sulfarsenide, Sulfantimonide, Sulfbismutide)“ und dort in die Abteilung „Sulfosalze mit PbS als Vorbild“ ein. Hier ist das Mineral in der Unterabteilung „Galenit-Derivate mit Blei (Pb)“ zu finden, wo es als einziges Mitglied eine unbenannte Gruppe mit der Systemnummer 2.JB.10 bildet.
In der vorwiegend im englischen Sprachraum gebräuchlichen Systematik der Minerale nach Dana hat Cosalit die System- und Mineralnummer 03.05.09.01. Das entspricht der Klasse der „Sulfide und Sulfosalze“ und dort der Abteilung „Sulfosalze“. Hier findet er sich innerhalb der Unterabteilung „Sulfosalze mit dem Verhältnis 2,5 < z/y < 3 und der Zusammensetzung (A+)i (A2+)j [ByCz], A = Metalle, B = Halbmetalle, C = Nichtmetalle“ in der „Cosalitgruppe“, in der auch Veenit und Dufrénoysit eingeordnet sind.

## Bildung und Fundorte
Cosalit bildet sich entweder in magmatischen Gesteinen wie beispielsweise Pegmatit oder durch hydrothermale Vorgänge in mittelgradigen Lagerstätten. Begleitminerale sind unter anderem Bornit, Calcit, Chalkopyrit, Cobaltit, Diopsid, Pyrit, Skutterudit, Sphalerit, Tremolit.
Außer an seiner Typlokalität Cosalá fand man Cosalit in Mexiko noch bei Candamene und Naica in Chihuahua, Zimapán in Hidalgo und La Cienega in Sonora.
Weltweit konnte Cosalit bisher an mehr als 200 Fundorten (Stand: 2009) nachgewiesen werden, so unter anderem in einigen Regionen von Australien; den bulgarischen Oblasten Montana, Plowdiw und Smoljan; Hunan, Shandong, Sichuan und Tibet in China; Bayern, Hessen, Rheinland-Pfalz und Sachsen in Deutschland; einigen Regionen von Frankreich; Griechenland; in einigen Regionen von Italien; in mehreren Regionen von Kanada; Buskerud, Nordland und Telemark in Norwegen; Kärnten, Salzburg und Vorarlberg in Österreich; Polen; in einigen Regionen von Russland; Schweden; Schweiz; Banská Bystrica und Košice in der Slowakei; Böhmen und Mähren in Tschechien; sowie in vielen Regionen der USA.

## Kristallstruktur
Cosalit kristallisiert im orthorhombischen Kristallsystem in der Raumgruppe Pbnm (Raumgruppen-Nr. 62, Stellung 3) mit den Gitterparametern a = 19,098 Å; b = 23,89 Å und c = 4,057 Å sowie acht Formeleinheiten pro Elementarzelle.